# Diecezja Broken Bay
Diecezja Broken Bay (łac. Diœcesis Sinus Tortuosi) – diecezja Kościoła rzymskokatolickiego w metropolii Sydney. Nazwa diecezji pochodzi od regionu Broken Bay w stanie Nowa Południowa Walia, rozciągającego się na północ od Sydney. Powstała w 1986 w wyniku wyłączenia części terytorium z archidiecezji Sydney. W latach 1986–2008 rolę katedry diecezjalnej pełnił kościół Najświętszego Ciała i Krwi Pańskiej. Od 2008 rolę tę przejęła katedra Naszej Pani Różańcowej. Obie świątynie – podobnie jak i kuria biskupia – zlokalizowane są w północnym Sydney.

## Główne świątynie
- Katedra: Katedra Naszej Pani Różańcowej w Sydney-Waitarze

## Biskupi diecezjalni
- Patrick Laurence Murphy (1986–1996)
- David Walker (1996–2013)
- Peter Comensoli (2013–2018)
- Anthony Randazzo (od 2018)